# منطقة مالكانجاري
مالكانجاري رمزها «ML» (بالإنجليزية: Malkangiri)‏ ، هو تقسيم إداري لدولة الهند تتبع ولاية أوريسا (بالإنجليزية: Orissa)‏ ، مركزها هو مدينة مالكانجاري (بالإنجليزية: Malkangiri)‏ عدد سكانها حسب تعداد سنة 2001 هو 480,232 ، مساحتها 6,115 كم² وكثافة السكان 79 لكل كم² .